# 1312
1312 (MCCCXII) a fost un an bisect al calendarului iulian, care a început într-o zi de luni.

## Evenimente
- 10 aprilie: Orașul Lyon este anexat la Regatul Franței.
- 2 mai: Conciliul de la Vienne: papa Clement al V-lea promulgă bula Ad providam, prin care Ordinul templierilor este suprimat, iar bunurile confiscate și acordate Ordinului ospitalierilor.
- 7 mai: Împăratul Henric al VII-lea de Luxemburg intră în Roma, însă rezistența trupelor conduse de Robert d'Anjou îl împiedică să pătrundă în Vatican.
- 29 mai: Henric al VII-lea este încoronat în Lateran.
- 15 iunie: Bătălia de la Rozhanovce. Regele Carol Robert al Ungariei îl înfrânge pe rivalul Amadeu Aba.
- 11 iulie: Tratatul dela Pontoise: orașele Lille, Douai și Béthune intră în stăpânirea regelui Franței.
- 19 septembrie: Henric al VII-lea începe asedierea Florenței; tentativa se încheie cu un eșec.
- 27 septembrie: Ducele Ioan al II-lea de Brabant semnează charta de la Kortenberg; orașul Anvers iese de sub jurisdicția ducatului de Brabant, devenind oraș liber.

### Nedatate
- Este întemeiat regatul Pinya, în Birmania.
- Navigatorul genovez Lancelotto Malocello debarcă în insula Lanzarote din arhipelagul Canare, pentru a rămâne acolo vreme de două decenii.
- Victorie navală a cavalerilor de Rodos (ospitalieri sau ioaniți) la Amorgos, asupra turcilor.

## Arte, științe, literatură și filosofie
- Dante Alighieri scrie „Infernul”.
- Se construiește Biserica Sfinților Apostoli, la Salonic.

## Nașteri
- 28 august: Henric al XV-lea, duce de Bavaria (d. 1333)
- 13 noiembrie: Eduard al III-lea, rege al Angliei (d. 1377)

## Decese
- 10 martie: Cazimir, duce de Bytom (n. ?)
- 13 mai: Theobald II, duce de Lorena (n. 1263)
- 3 iulie: Marino Zorzi, doge de Veneția (n. 1231)
- 27 august: Arthur al II-lea, duce de Bretania (n. 1262)
- 7 septembrie: Ferdinand al IV-lea, regele Castiliei (n. 1285)
- 9 septembrie: Otto al III-lea, duce de Bavaria (n. 1261)
- 27 octombrie: Ioan II, duce de Brabant (n. 1275)
- Gaddo Gaddi, pictor italian (n. 1239)
- Pierre Dubois, jurist francez (n. 1255)

- Tohta, han al Hoardei Albastre (n. ?)

## Înscăunări
- 7 septembrie: Alfonso al XI-lea, rege al Leonului și Castiliei (1312-1350)
- Uzbek, han al Hoardei de Aur (1312-1340).